# RPS-01
RPS-01 (abbreviazione del nome originale Roket Pengorbit Satelit 1, in italiano Razzo Orbitale Satellitare), conosciuto anche come Pengorbitan-1, è un vettore spaziale indonesiano ancora in fase di sviluppo, promosso dall'Istituto Nazionale di Aeronautica e Spazio (LAPAN) e derivato dalla famiglia di razzi-sonda RX. Il progetto, annunciato nel 2008, ha subito una battuta d'arresto a causa di problemi economici ed è stato ripreso nel 2018: si svolgerà in quattro fasi e il suo completamento è previsto nel 2039.

## Piani precedenti
Il progetto avviato nel 2008 prevedeva inizialmente la realizzazione del razzo RPS-420, detto Pengorbitan-1 (in indonesiano, Pengorbitan significa orbitale). Doveva essere un razzo a combustibile solido composto da quattro stadi: i primi tre stadi sarebbero stato costituiti da tre razzi-sonda RX-420, il quarto stadio da un razzo-sonda RX-320. Il razzo avrebbe avuto una lunghezza di 9,5 metri e un diametro di 42 cm e avrebbe potuto collocare in orbita terrestre bassa un microsatellite di 25 Kg. Era prevista un'ulteriore versione, detta RPS-550 o Pengorbitan-2: si trattava di un razzo a cinque stadi con l'impiego del razzo-sonda RX-550, che avrebbe potuto lanciare 50 Kg in orbita terrestre bassa. In alternativa era stata prevista la versione RPS-420 Plus, che avrebbe montato accanto al primo stadio del razzo RPS-420 due razzi ausiliari RX-420. Il primo lancio di prova del Pengorbitan-1 era previsto per il 2012 e il primo lancio del satellite per il 2014. Gli effetti della crisi finanziaria del 2007-2008 hanno portato ad una limitazione dei finanziamenti del LAPAN, che ha ostacolato lo sviluppo del razzo e dei satelliti e l'effettuazione dei lanci nei tempi previsti.

## Nuovi programmi
L'Indonesia non ha rinunciato a realizzare un proprio lanciatore spaziale e punta a raggiungere l'orbita terrestre con razzi e satelliti autocostruiti, in modo da diventare una potenza spaziale asiatica. 
Nel 2018, l'agenzia spaziale indonesiana ha annunciato l'obiettivo di lanciare un razzo orbitale di costruzione nazionale entro il 2040, in grado di inserire in orbita terrestre bassa un satellite da una tonnellata. Il programma sarà condotto in modo graduale, attraverso quattro fasi. La prima fase prevede lo sviluppo di un razzo a tre stadi a combustibile solido, in grado di trasportare un carico di 50 Kg ad un'altezza di 300 Km. La seconda fase prevede di aggiungere razzi ausiliari a combustibile solido alla versione base del razzo, in modo da permettere al veicolo spaziale di portare un carico di 100 Kg ad un'altezza di 300 Km. La terza fase prevede lo sviluppo di un razzo a combustibile liquido, a cui affiancare razzi ausiliari a combustibile solido. Alla fine della terza fase dovrebbe essere pronto un veicolo di lancio più potente, in grado di trasportare un carico di 100 Kg ad un'altezza di 600 Km. Le prime tre fasi dovrebbero durare fino al 2029 o 2030, con possibilità di estensione oltre queste date se necessario. La quarta fase dovrebbe essere dedicata alla definizione delle caratteristiche del razzo, alle sue capacità di inserimento orbitale e al suo potenziamento. Il completamento del razzo è previsto per il 2039 e il lancio del satellite per il 2040. Oltre allo sviluppo del razzo, il programma prevede lo sviluppo di satelliti e la costruzione di una nuova base di lancio, per cui sono stati individuati due potenziali siti nell'isola di Morotai e nell'isola di Biak.